# Rafal Gan-Ganowicz
Rafal Gan-Ganowicz (em polonês/polaco:  Rafał Gan-Ganowicz; Varsóvia, 23 de abril de 1932 – Lublin, 22 de novembro de 2002) foi um soldado polonês no exílio, mercenário, jornalista, membro do Conselho Nacional da Polónia, e ativista político e social, dedicando sua vida ao anticomunismo.

## Vida pregressa
Rafał Gan-Ganowicz nasceu em Wawer-Varsóvia em 23 de abril de 1932. Sua família é descendente de tártaros que se estabeleceram na Comunidade Polaco-Lituana no século XVI. Seu pai serviu na Legião Estrangeira Francesa por um tempo e depois viajou para a América do Sul a negócios, investindo em uma plantação de borracha no Brasil e em minas de ouro na Argentina. Sua mãe foi morta em setembro de 1939, durante os primeiros dias da invasão alemã da Polônia. Depois disso, seu pai se mudou com os filhos de Wawer para o distrito de Żoliborz, em Varsóvia. Eles viveram ali até a Revolta de Varsóvia, que ocorreu em agosto de 1944. Saindo para lutar na revolta, seu pai o escondeu em um porão com outras crianças e mulheres, mas foi morto na batalha, deixando Rafał órfão aos doze anos de idade.
Como um adolescente órfão na Polônia do pós-guerra, Gan-Ganowicz vivenciou pela primeira vez as consequências da ocupação da Polônia pelo Exército Vermelho Soviético. Testemunhar os abusos das tropas soviéticas contra os poloneses, seus saques e a destruição de propriedades pessoais o levou a desenvolver suas crenças anticomunistas. Um acontecimento que particularmente o marcou foi ver um dos seus amigos, um rapaz mais velho que tinha sido mutilado enquanto lutava na Revolta de Varsóvia, ser atirado de um lance de escadas e chamado de "bandido" por um oficial comunista.

Por volta de 1948, ele se juntou a um grupo clandestino de jovens anticomunistas que protestavam e faziam campanha contra o recém-estabelecido governo comunista polonês e os soviéticos. Eles desfiguravam cartazes de propaganda comunista, faziam pichações anticomunistas e publicavam e distribuíam folhetos com críticas ao governo. Em determinado momento, o grupo conseguiu roubar armas de policiais. Em junho de 1950, a Polícia Secreta polonesa começou a prender todos os suspeitos de pertencerem a grupos antiestatais, e Rafał foi avisado por um amigo que eles estavam prestes a prendê-lo. Com medo de ser torturado para entregar outros membros do grupo, ele embarcou em um trem de suprimentos soviético, escondendo-se no material rodante, que se dirigia a Berlim e escapou da Polônia.

### Europa Ocidental e 'A Guarda Polonesa'
Depois de chegar a Berlim, Gan-Ganowicz vagou até encontrar o setor ocidental. Ele acabou se entregando às autoridades americanas e recebeu asilo político devido às suas atividades na Polônia. Como muitos refugiados poloneses no ocidente, ele se juntou à Guarda Polonesa. Esta era uma unidade do Exército Americano que foi desenvolvida em cooperação com o Governo polonês no exílio para fins de guarda, tarefas técnicas e de transporte. Ele treinou como paraquedista e recebeu a patente de segundo-tenente (em polonês/polaco:  Podporucznik, ppor.), tendo recebido sua boina do General Władysław Anders.
Descontente por estar estacionado na Alemanha, devido à sua antipatia pela invasão da Polônia, ele solicitou ser estacionado na França. Ele esperava que a unidade atuasse como um grupo comando usado em uma invasão da OTAN na Europa Oriental nos primeiros dias da Guerra Fria, sendo lançada atrás das linhas inimigas na Polônia. Ele ficou desapontado porque isso nunca aconteceu e passou a maior parte do tempo na unidade em tarefas de guarda e patrulha. Depois de seu tempo na Guarda Polonesa, ele encontrou um emprego como professor em uma escola para refugiados poloneses em Paris.

## Atividades mercenárias
Enquanto vivia em Paris, Rafał foi motivado por seu status de refugiado político, e não econômico, a usar seu tempo no Ocidente não para construir uma nova vida para si, mas para lutar contra o comunismo. Em seu livro, Ganowicz descreve ofertas de emprego que recebeu de autoridades cubanas, que tentaram atraí-lo descrevendo a enorme riqueza acumulada por Ernesto Guevara enquanto lutava como mercenário na Bolívia.

### O Congo
Na década de 1960, ele começou a ouvir notícias sobre a crise do Congo. O líder separatista não reconhecido de  Katanga, Moïse Tshombe, que em 1961 matou o líder da independência congolesa, Patrice Lumumba, com a ajuda da Agência Central de Inteligência (CIA), chegou ao poder em 1963 como primeiro-ministro do Congo após estar exilado na Espanha, e agora lutava contra os rebeldes Simba, um grupo nacionalista e anti-imperialista que estava sendo apoiado pela União Soviética, China e Cuba. A rebelião se tornou uma batalha fundamental na Guerra Fria, e Tshombe convocou nações ocidentais para ajudá-lo na guerra, bem como mercenários europeus para ajudar seu exército. Rafał logo viajou para a Embaixada do Congo em Bruxelas e se ofereceu para lutar, motivado por suas fortes convicções anticomunistas.

### Iêmen
Em 1967, Gan-Ganowicz viajou para o Iêmen sob contrato governamental do Rei da Arábia Saudita para treinar insurgentes tribais locais do lado monarquista contra a coalizão apoiada pelos soviéticos de rebeldes nasseristas, pan-arabistas, republicanos e comunistas durante a Guerra Civil do Iêmen do Norte. Por fim, o lado republicano venceu e os mercenários europeus, incluindo Rafal, foram expulsos. No Iêmen, a unidade comandada por Ganowicz conseguiu abater um avião de assalto soviético pilotado pelo Coronel Kozlov, chefe do grupo de "assessores militares" soviéticos no Iêmen. Documentos encontrados com Kozlov foram posteriormente usados na ONU como evidência do envolvimento ativo soviético no conflito militar, o que foi negado pela URSS.

## Vida posterior

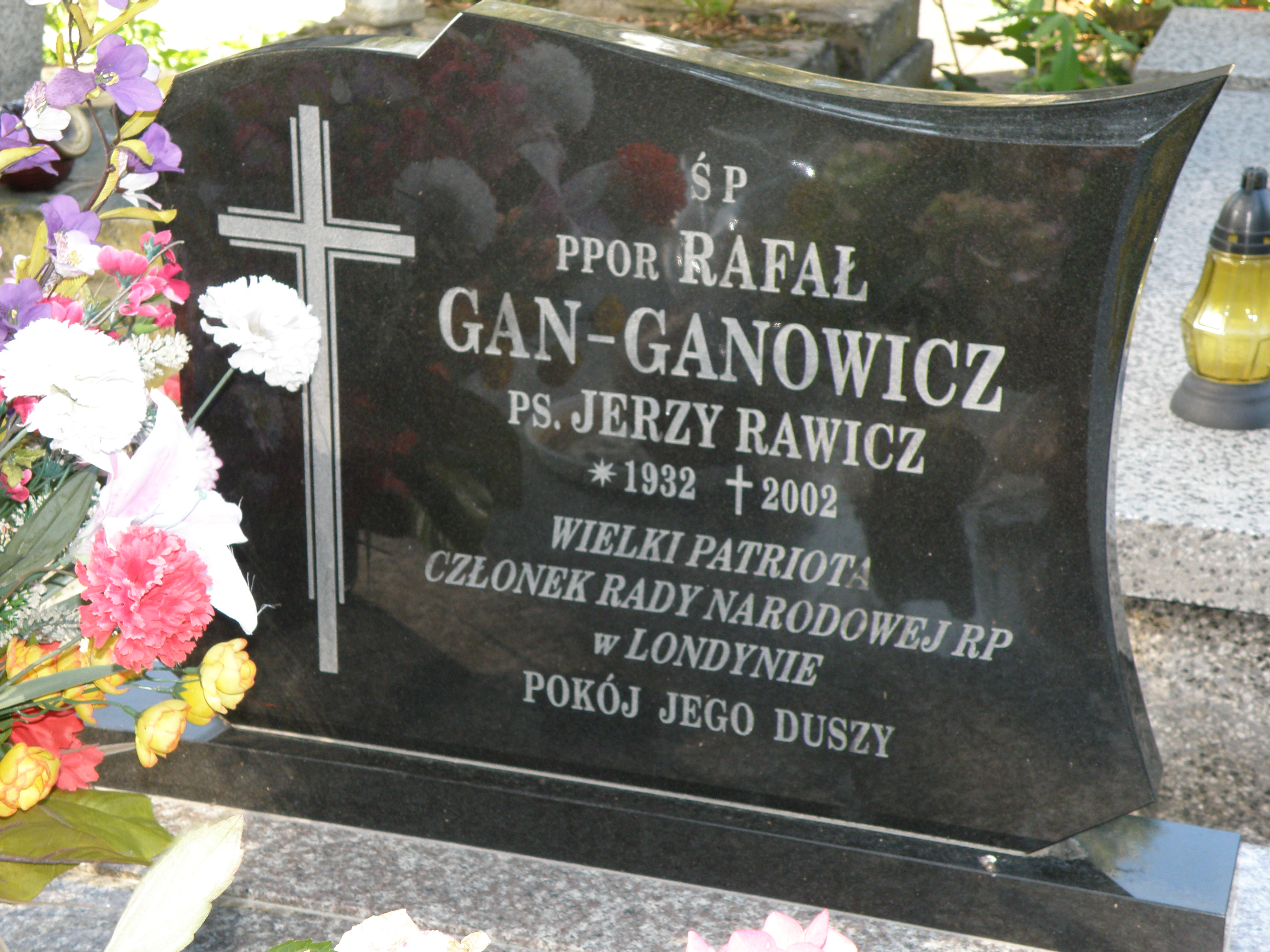
Túmulo de Gan-Ganowicz em Lublin.

Em 11 de novembro de 1989, foi nomeado membro do Conselho Nacional da República da Polônia pela França no oitavo mandato (1989-1991) pelo presidente do governo polonês no exílio, Ryszard Kaczorowski.
Ele morreu de câncer de pulmão em 22 de novembro de 2002, aos 70 anos. O funeral ocorreu em 26 de novembro de 2002, em Lublin. Ele foi enterrado no cemitério em Kalinowszczyzna.
Em 2007, o presidente Lech Kaczyński concedeu postumamente a Ganowicz a Ordem da Polônia Restituta "por serviços excepcionais na promoção de mudanças democráticas na Polônia, por realizações em trabalho profissional e social realizado em benefício do país".